# Norefjell skisenter
Norefjell skisenter är en vintersportort i Krødsherads kommun i Buskerud fylke i Norge. Den är belägen vid fjällområdet Norefjell. Här tävlade man i alpin skidåkning vid olympiska vinterspelen 1952, i storslalom och störtlopp, medan slalom hölls i Rødkleiva. Flera internationella FIS-tävlingar har avgjorts här

### Fotnoter
1. ↑  ”Results”. International Ski Federation. https://www.fis-ski.com/DB/general/statistics.html?statistictype=places&sectorcode=AL&seasoncode=&categorycode=&disciplinecode=&gendercode=&place=Norefjell&nationcode=&byplace=1. Läst 11 juni 2012.